# وریتیو
وریتیو (انگلیسی: Veritiv) شرکت لجستیک آمریکایی است، که در سال ۲۰۱۴ تأسیس شد.